# Álvaro Manuel Machado
Álvaro Manuel Machado de Oliveira es un escritor, poeta y ensayista portugués nacido en Oporto el 4 de mayo de 1940.

## Biografía
Álvaro Machado nació en Oporto, pero a los veinte años, en 1960 se fue a Lisboa, donde se mantuvo trabajando en diversas publicaciones. Entre 1967 y 1976 residió en París, asistiendo a la École des Haute Études. Se graduó en esa institución con un estudio de la Literatura latinoamericana contemporánea. Es doctorado en Literatura Comparada por la Sorbona. Enseñó en la Universidad Nueva de Lisboa y la Universidad Autónoma de Lisboa. Dirige la presidencia General de Literatura Comparada en la Facultad de Letras de Lisboa.  
Novelista y poeta, tiene una vasta labor de ensayista e investigador de los siglos XIX y XX, principalmente relacionados con los orígenes y la evolución del Romanticismo. Dirigió también el Diccionario de Literatura portugués en 1996.
Es miembro del Pen Club de Portugal, sección local del PEN Club Internacional.

## Obras publicadas
Poesía
- 1978 - Vento
- 1981 - Íntimo Rigor

Novela
- 1978 - Exílio
- 1983 - A Arte da Fuga

Ensayo
- 1977 - A Geração de 70 - Uma Revolução Cultural e Literária
- 1978 - A Novelística Portuguesa Contemporânea
- 1979 - Introdução à Literatura Latino-americana Contemporânea
- 1979 - As Origens do Romantismo em Portugal
- 1979 - Agustina Bessa-Luís
- 1984 - O "Francesismo" na Literatura Portuguesa
- 1996 - Dos Romantismos ao Romantismo em Portugal